# Π結合

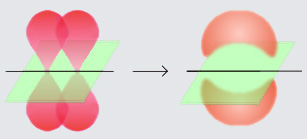
2つの隣り合った原子のp_{z}軌道から作られるπ結合

π結合（パイけつごう、英: pi bonds）は、分子内の隣り合った原子同士の電子軌道のローブの重なりによってできる化学結合である。π結合はp軌道を意味するギリシャ文字の"π"から命名された。

## 概要
π結合は二つの原子のp軌道の間で直接的に電子が共有されている。π結合は原子核の正電荷から距離があり軌道の重なりも小さい為に、σ結合よりも結合力が弱く、エネルギー準位が高い。なお、「π結合」というのはあくまでも「結合軸の周りで軌道を回転すると、半回転したときに符号が逆になる」というものであるため、p軌道同士の重なりに限定されない。例えば結合軸をz軸にとったとき、一方の原子のdxz軌道ともう一方の原子のpx軌道から出来る結合や、両原子のdxz軌道から出来る結合もπ結合である。
二重結合あるいは三重結合している原子は1つのσ結合と残りは通常π結合とから構成される。π結合は平行に配列した軌道の重なりによって生じる。それは2つの軌道が縦方向に一次結合し、σ結合よりも長くなっている。π結合上の電子は時としてπ電子と呼び表される。